# Cataldo Parisio
Cataldo Parisio (Palermo, 1455 — Lisboa, 1517), também conhecido por Cataldo Sículo e por Giovanni Cataldo Parisio, foi um poeta e humanista siciliano que viveu alguns anos em Portugal, sendo preceptor de príncipes e de membros da aristocracia. Deve-se a Cataldo a primeira introdução das ideias do humanismo greco-latino renascentista em Portugal, sendo as suas obras as primeiras representativas daquela corrente de pensamento impressas em Lisboa.

## Biografia
Pouco se sabe sobre a vida pessoal de Cataldo. Terá nascido em Palermo, Sicília, na última metade do século XV, tendo estudado nas Universidades de Bolonha, Pádua e Ferrara.
Cataldo nunca se chamou Áquila. Este é o título de uma colectânea de versos, e o erro foi cometido, no século XVI, por António de Castro. D. António Caetano de Sousa, em Provas da História Genealógica da Casa Real Portuguesa, no século XVIII, não deu pelo erro que assim se perpetuou.
Por recomendação do futuro bispo de Lamego, D. Fernando Coutinho, o rei D. João II de Portugal, contrata-o como preceptor do seu filho bastardo D. Jorge, o que o faz partir para Lisboa no ano de 1485. A sua capacidade oratória e os seus conhecimentos de latim fazem com que ascenda rapidamente na corte, passando a secretariar o rei na escrita de missivas em latim para a Santa Sé e para monarcas e príncipes europeus.
Em 1490 coube-lhe pronunciar em Évora o discurso de saudação à princesa Isabel de Castela, noiva do príncipe D. Afonso.
Depois da morte prematura do referido príncipe herdeiro D. Afonso, continua a sua actividade de secretário do rei e de preceptor de filhos da alta nobreza lisboeta. Entre outras personalidades notáveis, educou D. Leonor de Noronha (1488-1563), uma das primeiras mulheres a publicar obra em Portugal, e o poeta João Rodrigues de Sá.
Em 1497 foi-lhe concedida uma pensão real e teve o apoio, particularmente na edição das suas obras, de alguns membros da aristocracia portuguesa, nomeadamente de D. Pedro de Meneses, 3.º marquês de Vila Real e 2.º conde de Alcoutim.
Manteve contacto epistolar com alguns dos expoentes do humanismo italiano, entre os quais Pontano, Platina, Filelfo, Guarino, Bartolomeo Filattete, Antonello Petrucci e Aurelio Brandolini, tendo publicado parte da correspondência nas suas Epistole et Orationes quedam Cataldi Siculi, que publicou em dois tomos (1500 e 1513).
Publicou diversas obras em latim, incluindo poemas, provérbios, cartas e análises do pensamento e da literatura dos clássicos. Algumas das suas obras são hoje desconhecidas.
Uma rua de Palermo ostenta o seu nome (a Via Cataldo Parisio).

## Obras publicadas
- Epistole et Orationes quedam Cataldi Siculi, tipografia de Valentim Fernandes, Lisboa, 1500.
- Poemata, tipografia de Valentim Fernandes, Lisboa, 1501-1502.
- Epistole et Orationes quedam Cataldi Siculi (2.ª parte), tipografia de Valentim Fernandes, 1513 (ou 1514)[4].
- Visiones, tipografia de Valentim Fernandes, 1513 (ou 1514).
- Omnia Cataldi Aquillae Siculi, quae extant opera per Antonium de Castro denuo correcta, ac nunc primum in lucem edita, Lisboa, 1509 (não se conhece qualquer exemplar).